# Temporada 1972-73 de los Houston Rockets
La temporada 1972-73 fue la segunda de los Houston Rockets en su nueva localización de Texas, y la sexta en la NBA, tras haber jugado las cuatro primeras en San Diego (California). La temporada regular acabó con 33 victorias y 49 derrotas, ocupando el quinto puesto de la conferencia Oeste, no logrando clasificarse para los playoffs.

## Elecciones en elDraft
| Ronda | Puesto | Jugador       | Posición     | Nacionalidad   | Universidad       |
| ----- | ------ | ------------- | ------------ | -------------- | ----------------- |
| 2     | 20     | John Gianelli | Pívot        | Estados Unidos | Pacific           |
| 3     | 37     | Mike Newlin   | Ala-Pívot    | Estados Unidos | Long Beach State  |
| 5     | 70     | James Silas   | Base/Escolta | Estados Unidos | Stephen F. Austin |

## Temporada regular
| División Central    | División Central | División Central | División Central | División Central | División Central | División Central | División Central | División Central |
| Equipo              | G                | P                | %                | PD               | Casa             | Fuera            | Neutral          | Div              |
| ------------------- | ---------------- | ---------------- | ---------------- | ---------------- | ---------------- | ---------------- | ---------------- | ---------------- |
| y-Baltimore Bullets | 52               | 30               | .634             | –                | 24–9             | 21–17            | 7–4              | 17–5             |
| x-Atlanta Hawks     | 46               | 36               | .561             | 6                | 28–13            | 17–23            | 1–0              | 10–12            |
| Houston Rockets     | 33               | 49               | .402             | 19               | 14–14            | 10–28            | 9–7              | 9–13             |
| Cleveland Cavaliers | 32               | 50               | .390             | 20               | 20–21            | 10–27            | 2–2              | 8–14             |

## Estadísticas
| Rk | Jugador          | Edad | P  | PT | MP   | TC  | TCI  | %TC  | TL  | TLI | %TL  | RB   | AS  | FP  | PTS  |
| -- | ---------------- | ---- | -- | -- | ---- | --- | ---- | ---- | --- | --- | ---- | ---- | --- | --- | ---- |
| 1  | Jimmy Walker     | 28   | 81 |    | 38.0 | 7.5 | 16.1 | .465 | 3.0 | 3.4 | .884 | 3.3  | 5.5 | 2.6 | 18.0 |
| 2  | Jack Marin       | 28   | 81 |    | 37.3 | 7.7 | 16.5 | .468 | 3.1 | 3.6 | .849 | 6.2  | 3.6 | 3.0 | 18.5 |
| 3  | Rudy Tomjanovich | 24   | 81 |    | 36.7 | 8.1 | 16.9 | .478 | 3.1 | 4.1 | .746 | 11.6 | 2.2 | 2.8 | 19.3 |
| 4  | Otto Moore       | 26   | 82 |    | 33.1 | 5.1 | 10.5 | .487 | 1.5 | 2.6 | .602 | 10.6 | 2.0 | 2.9 | 11.7 |
| 5  | Mike Newlin      | 24   | 82 |    | 32.4 | 6.5 | 14.7 | .443 | 4.0 | 4.5 | .886 | 4.1  | 5.0 | 3.7 | 17.0 |
| 6  | Calvin Murphy    | 24   | 77 |    | 22.0 | 4.9 | 10.6 | .465 | 3.1 | 3.5 | .888 | 1.9  | 3.4 | 2.7 | 13.0 |
| 7  | Cliff Meely      | 25   | 82 |    | 20.7 | 3.3 | 8.0  | .408 | 1.1 | 1.7 | .672 | 6.0  | 1.1 | 3.2 | 7.7  |
| 8  | Don Smith        | 26   | 48 |    | 18.8 | 3.1 | 7.8  | .397 | 2.5 | 3.4 | .735 | 6.3  | 1.1 | 2.3 | 8.7  |
| 9  | Paul McCracken   | 22   | 24 |    | 12.7 | 1.8 | 3.7  | .494 | 1.0 | 1.6 | .590 | 2.1  | 0.7 | 1.3 | 4.6  |
| 10 | Greg Smith       | 26   | 4  |    | 10.3 | 1.3 | 4.0  | .313 | 0.0 | 0.0 |      | 2.0  | 1.3 | 2.0 | 2.5  |
| 11 | George Johnson   | 25   | 19 |    | 8.9  | 1.1 | 2.1  | .513 | 0.2 | 0.2 | .750 | 2.4  | 0.2 | 1.7 | 2.3  |
| 12 | Stan McKenzie    | 28   | 26 |    | 7.2  | 1.3 | 3.2  | .422 | 0.6 | 0.8 | .762 | 1.3  | 0.6 | 1.1 | 3.3  |
| 13 | Eric McWilliams  | 22   | 44 |    | 5.6  | 0.8 | 2.2  | .347 | 0.4 | 0.8 | .486 | 1.4  | 0.1 | 1.0 | 2.0  |
| 14 | Dick Gibbs       | 24   | 1  |    | 2.0  | 0.0 | 1.0  | .000 | 0.0 | 0.0 |      | 0.0  | 1.0 | 1.0 | 0.0  |

## Galardones y récords
| Jugador    | Galardón |
| Jack Marin | All-Star |